# Danny Huston
Daniel Sallis Huston (Róma, Olaszország, 1962. május 14. –) amerikai színész, rendező és író.

## Fiatalkora és családja
1962. május 14-én született Rómában. Zoe Sallis és John Huston gyermeke.
Anjelica Huston színésznő, Tony Huston forgatókönyvíró és Allegra Huston író féltestvére. Jack Huston nagybácsija, és Walter Huston unokája. Apja ír-amerikai állampolgár volt, és angol, walesi, skót és ír felmenőkkel rendelkezett. Anyja angol-indiai felmenőkkel rendelkezett.
A Londoni Filmiskola végzőse.

## Magánélete
1989-ben házasodott össze Virginia Madsen színésznővel, 1992-ben elváltak. 2001-ben vette feleségül Katie Jane Evans-t. Egy lányuk született, Stella. 2006-ban külön váltak, Evans pedig 2008 októberében öngyilkosságot követett el.

## Filmográfia

### Film

#### Rendező
| Év   | Magyar cím         | Eredeti cím            | Megjegyzések |
| ---- | ------------------ | ---------------------- | ------------ |
| 1987 |                    | Mister Corbett's Ghost | tévéfilm     |
| 1987 | Bigfoot            |                        | tévéfilm     |
| 1996 | Jégkirálynő        | Die Eisprinzessin      | tévéfilm     |
| 1988 | Mr. North          | Mr. North              |              |
| 1991 | Így lettem Colette | Becoming Colette       |              |
| 1995 | Őrjítő             | The Maddening          |              |
| 2017 |                    | The Last Photograph    |              |

#### Színész
| Év   | Magyar cím                                                    | Eredeti cím                            | Szerep                           | Magyar hang       |
| ---- | ------------------------------------------------------------- | -------------------------------------- | -------------------------------- | ----------------- |
| 1995 | Las Vegas, végállomás                                         | Leaving Las Vegas                      | csapos                           |                   |
| 1997 | Anna Karenina                                                 | Anna Karenina                          | Stiva                            | Kőszegi Ákos      |
| 1998 | Hímpor                                                        | Spanish Fly                            | John                             |                   |
| 1998 | Susan terve                                                   | Susan's Plan                           | hazárdjátékos                    |                   |
| 1999 |                                                               | Rockin' Good Times (rövidfilm)         | Jimmy menedzsere                 |                   |
| 2000 | Timecode                                                      | Timecode                               | Randy                            | Fazekas István    |
| 2000 |                                                               | Ivans Xtc                              | Ivan Beckman                     |                   |
| 2001 |                                                               | Eden                                   | Kalman                           |                   |
| 2001 | Szálló                                                        | Hotel                                  | szállodaigazgató                 |                   |
| 2002 |                                                               | The Bacchae                            | Herdsman                         |                   |
| 2003 | 21 gramm                                                      | 21 Grams                               | Michael                          | Juhász György     |
| 2004 | Kormányzóválasztás                                            | Silver City                            | Danny O'Brien                    |                   |
| 2004 | Születés                                                      | Birth                                  | Joseph                           | Kőszegi Ákos      |
| 2004 | Aviátor                                                       | The Aviator                            | Jack Frye                        | Kárpáti Levente   |
| 2005 | Az ajánlat                                                    | The Proposition                        | Arthur Burns                     | Kőszegi Ákos      |
| 2005 | Az elszánt diplomata                                          | The Constant Gardener                  | Sandy Woodrow                    | Kőszegi Ákos      |
| 2006 | Marie Antoinette                                              | Marie Antoinette                       | II. József                       | Csuha Lajos       |
| 2006 |                                                               | Alpha Male                             | Jim Ferris                       |                   |
| 2006 | Az ember gyermeke                                             | Children of Men                        | Nigel                            | Juhász György     |
| 2006 | A sötétség ideje                                              | Fade to Black                          | Orson Welles                     | Kőszegi Ákos      |
| 2007 | A 23-as szám                                                  | The Number 23                          | Isaac French / Dr. Miles Phoenix | Kőszegi Ákos      |
| 2007 |                                                               | I Really Hate My Job                   | Al Bowlly / önmaga               |                   |
| 2007 | A királyság                                                   | The Kingdom                            | Gideon Young                     | Papp Dániel       |
| 2007 | A sötétség 30 napja                                           | 30 Days of Night                       | Marlow                           |                   |
| 2008 |                                                               | The Kreutzer Sonata                    | Edgar                            |                   |
| 2008 | Hogy veszítsük el barátainkat és idegenítsük el az embereket? | How to Lose Friends & Alienate People  | Lawrence Maddox                  | Kassai Károly     |
| 2009 | X-Men kezdetek: Farkas                                        | X-Men Origins: Wolverine               | William Stryker                  | Csankó Zoltán     |
| 2009 |                                                               | Boogie Woogie                          | Art Spindle                      |                   |
| 2010 | A sötétség határán                                            | Edge of Darkness                       | Jack Bennett                     | Kőszegi Ákos      |
| 2010 | A titánok harca                                               | Clash of the Titans                    | Poszeidón                        | Csuha Lajos       |
| 2010 | A harcos útja                                                 | The Warrior's Way                      | ezredes                          | Schneider Zoltán  |
| 2010 | Robin Hood                                                    | Robin Hood                             | Oroszlánszívű Richárd            | Csankó Zoltán     |
| 2010 | A cinkos                                                      | The Conspirator                        | Joseph Holt                      | Haás Vander Péter |
| 2011 | A párizsi mumus                                               | Un monstre à Paris                     | Préfet Maynott (angol hangja)    |                   |
| 2011 |                                                               | Playoff                                | Max Stoller                      |                   |
| 2012 |                                                               | Two Jacks                              | Jack                             |                   |
| 2012 | A titánok haragja                                             | Wrath of the Titans                    | Poszeidón                        | Csuha Lajos       |
| 2012 | Elárulva                                                      | Stolen                                 | Tim Harlend                      | Csankó Zoltán     |
| 2012 | Hitchcock                                                     | Hitchcock                              | Whitfield Cook                   | Kőszegi Ákos      |
| 2012 |                                                               | Boxing Day                             | Basil                            |                   |
| 2013 | A futurológiai kongresszus                                    | The Congress                           | Jeff                             |                   |
| 2013 | Az Igazság Ligája: A Villám-paradoxon                         | Justice League: The Flashpoint Paradox | Sam Lane (hangja)                |                   |
| 2014 | Nagy szemek                                                   | Big Eyes                               | Dick Nolan                       | Németh Gábor      |
| 2014 |                                                               | Tigers                                 | Alex                             |                   |
| 2014 | Amerika embere                                                | The Liberator                          | Martin Torkington                |                   |
| 2015 |                                                               | Pressure                               | Engel                            |                   |
| 2015 |                                                               | Frankenstein                           | Viktor Frankenstein              |                   |
| 2016 | Csak téged látlak                                             | All I See Is You                       | Dr. Hughes                       | Kőszegi Ákos      |
| 2017 |                                                               | The Last Photograph                    | Tom Hammond                      |                   |
| 2017 |                                                               | Newness                                | Larry Bejerano                   |                   |
| 2017 | Wonder Woman                                                  | Wonder Woman                           | Erich Ludendorff tábornok        | Kőszegi Ákos      |
| 2018 | Éjszakai játék                                                | Game Night                             | Donald Anderton                  | Dézsy Szabó Gábor |
| 2018 | Richard búcsút mond                                           | The Professor                          | Peter                            |                   |
| 2018 | Stan és Pan                                                   | Stan & Ollie                           | Hal Roach                        |                   |
| 2019 |                                                               | Io                                     | Dr. Henry Walden                 |                   |
| 2019 | Támadás a Fehér Ház ellen 3. – A védangyal bukása             | Angel Has Fallen                       | Wade Jennings                    | Németh Gábor      |
| 2019 |                                                               | Samurai Marathon                       | Matthew C. Perry                 |                   |
| 2021 |                                                               | Traveling Light                        | Harry                            |                   |
| 2022 |                                                               | Across the River and into the Trees    | Wes O'Neill                      |                   |
| 2022 |                                                               | We Are Gathered Here Today             | Peter Stone                      |                   |
| 2022 |                                                               | Ride Above                             | Monsieur Cooper                  |                   |
| 2022 | Kifordult életek                                              | Life Upside Down                       | Paul Hasselberg                  |                   |
| 2022 | Marlowe                                                       | Marlowe                                | Floyd Hanson                     | Berzsenyi Zoltán  |
| 2022 | Marlowe                                                       | Marlowe                                | Floyd Hanson                     | Kassai Károly     |
| 2023 |                                                               | The Dead Don't Hurt                    | Rudolph Schiller                 |                   |
| 2023 | Felszentelés                                                  | Consecration                           | Romero atya                      |                   |
| 2023 | Én megmondtam                                                 | I Told You So                          | Bill aty                         |                   |
| 2024 | Horizont: Egy amerikai eposz                                  | Horizon: An American Saga – Chapter 1  | Houghton                         | Hirtling István   |
| 2024 | A holló                                                       | The Crow                               | Vincent Roeg                     | Csankó Zoltán     |
| 2025 | Csupasz pisztoly                                              | The Naked Gun                          | Richard Cane                     | Kőszegi Ákos      |

### Televízió
| Év        | Magyar cím                               | Eredeti cím                       | Szerep                    | Megjegyzések                                                 |
| --------- | ---------------------------------------- | --------------------------------- | ------------------------- | ------------------------------------------------------------ |
| 2004      | CSI: A helyszínelők                      | CSI: Crime Scene Investigation    | Ty Caulfield              | 1 epizód                                                     |
| 2006      | A Hádész-faktor                          | Covert One: The Hades Factor      | Frank Klein               | - minisorozat (2 epizód) - magyar hangja: - Sebestyén András |
| 2008      | John Adams                               | John Adams                        | Samuel Adams              | minisorozat (3 epizód)                                       |
| 2010      | Dr. Halál                                | You Don't Know Jack               | Geoffrey Fieger           | - tévéfilm - magyar hangja: - Hegedűs D. Géza                |
| 2012–2013 | Bűnös Miami                              | Magic City                        | Ben "The Butcher" Diamond | visszatérő szereplő (16 epizód)                              |
| 2013–2014 | Amerikai Horror Story: Boszorkányok      | American Horror Story: Coven      | baltás                    | visszatérő szereplő (7 epizód)                               |
| 2014      |                                          | Masters of Sex                    | Dr. Douglas Greathouse    | visszatérő szereplő (3 epizód)                               |
| 2014–2015 | Amerikai Horror Story: Rémségek cirkusza | American Horror Story: Freak Show | Massimo Dolcefino         | vendégszereplő (3 epizód)                                    |
| 2016      |                                          | Paranoid                          | Nick Waingrow             | visszatérő szereplő (4 epizód)                               |
| 2018–2019 | Yellowstone                              | Yellowstone                       | Dan Jenkins               | főszereplő (19 epizód)                                       |
| 2019      | Utódlás                                  | Succession                        | Jamie Laird               | visszatérő szereplő (5 epizód)                               |
| 2019      |                                          | Doc Martin                        | Robert Brooke             | 1 epizód                                                     |
| 2021      | Hívások                                  | Calls                             | Frank (hangja)            | 1 epizód                                                     |
| 2025      | Gyakori mellékhatások                    | Common Side Effects               | Jonas Backstein (hangja)  | - 5 epizód - magyar hangja: - Rosta Sándor                   |